# Letters from Burma
Cartas desde Birmania (en inglés Letters from Burma) es el título de un libro escrito por Aung San Suu Kyi y publicado en 1997.
Las cincuenta y dos cartas que lo componen fueron escritas entre 1995 y 1996, y en ellas la autora refleja aspectos de la cultura de su país, Birmania, así como de las reformas políticas que juzga necesarias. También habla sobre sus ideas relativas a la no violencia y su la experiencia como prisionera política condenada en 1989 a seis años de arresto domiciliario.

## Ediciones
- Letters from Burma. Irrawaddy Publications. (1997) ISBN 8185720932.
- Letters from Burma, versión ilustrada por Heinn Htet. Penguin Books (1997) ISBN 0140264035.
- Cartas desde Birmania. Ed. Circe. (1998).